# Spiti (cheval)
Chamurthi, Chummarti
Vous lisez un « article de qualité » labellisé en 2024.
Pour les articles homonymes, voir Spiti.
Le Spiti (sanskrit : स्पीति ; tibétain : སྤི་ཏི་) est le plus petit des poneys de l'Inde. Originaire du Himachal Pradesh, dans le Nord du pays, cette race qui descend probablement du poney tibétain tient son nom de la rivière Spiti. La variété propre au district de Kinnaur est nommée localement Chamurthi ou Chummarti. Haut d'environ 1,30 m, ce poney de montagne présente des crins et des fanons fournis, et une robe souvent grise, aux caractères primitifs. La menace d'extinction pousse le gouvernement indien à engager des mesures de protection dans les années 1980. Considéré hors de danger d'extinction en 2020, le Spiti reste néanmoins rare. La race est aussi menacée en raison d’une diversité génétique réduite.
Ce poney est traditionnellement bâté ou plus rarement monté en fonction des besoins, pour les travaux agricoles, le transport montagnard et l'horticulture. Il vit à l'extérieur toute l'année, les éleveurs montant leurs troupeaux à l'estive au mois de mai, pour les redescendre à l'arrivée des fortes neiges. Le Spiti se trouve principalement dans le district de Lahaul et Spiti et le district de Kullu. Présent également au Tibet, le Spiti a été importé par le Bhoutan.

## Terminologie et classification
Bien que le nom officiel de la race soit « poney Spiti », il est aussi connu localement sous les noms de « Chmurthy », « Chamurthi », « Chummarti » ou « Chummarati ». L'encyclopédie de Delachaux et Niestlé cite aussi les noms « baloch » et « balochi », et distingue le Spiti du Chummarti. L'étude de caractérisation du chercheur indien Rakesh K. Pundir identifie en 2004 une lignée de Spiti de plus grande taille nommée « Konimare », réputée moins pure, et élevée par les Kannait / Kanyat.
Le nom « Spiti » provient de la vallée de Spiti. L'édition 2016 du dictionnaire de CAB International (CABI) indique que les noms « Spiti » et « Chamurthi » sont utilisés de façon interchangeable en Inde, et que les noms « Chamurthi » et « Chummarti » sont des équivalents. En revanche, la base de données DAD-IS classe séparément le « Spiti » et le « Chummarti ». Le « Chummarti » est répertorié dans l'ouvrage de Bonnie Lou Hendricks (université de l'Oklahoma) et dans l'édition de 2002 du dictionnaire de CABI parmi les races de chevaux de l'Inde et du Tibet, mais sans y être décrit.
D'après l'ICAR, centre national de recherche sur les équidés de l'Inde, Le Spiti est considéré comme l'une des sept races de chevaux (Equus caballus) recensées en Inde (en 2020). L'auteur anglais Elwyn Hartley Edwards décrit le Spiti, le Zanskari et le Manipuri comme étant trois types d'une même race qu'il nomme le « poney d'Inde » (anglais : Indian country-bred). L'auteur autrichien Martin Haller cite le Spiti parmi des « variantes du poney mongol », et assure qu'il constitue une même race avec le Bhotia.

## Histoire

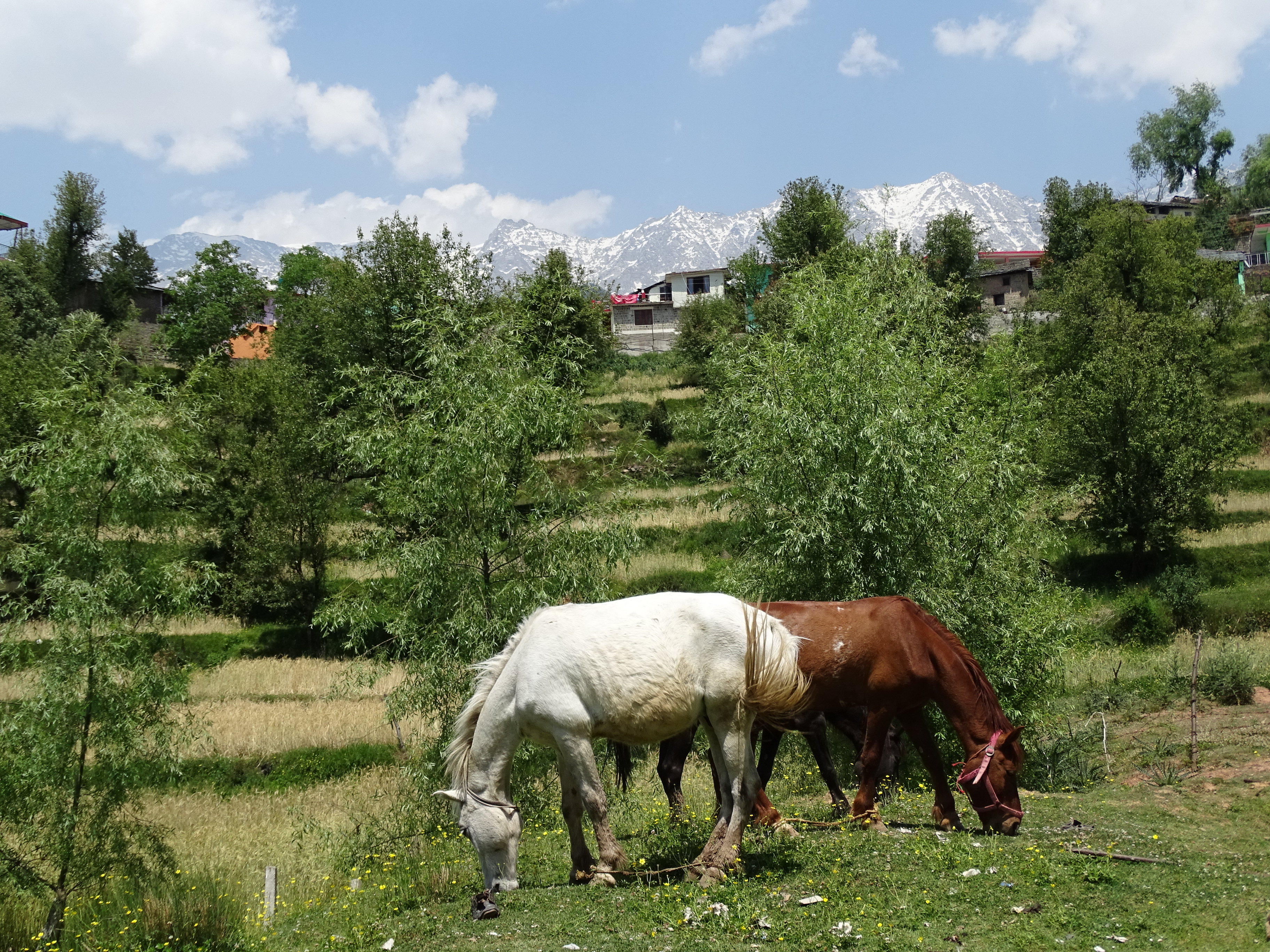
Possibles Spitis à Naddi, Himachal Pradesh, Inde.

Le Spiti est considéré comme l'une des importantes races de chevaux indigènes de l'Inde.

### Origine
Comme les trois autres races de poneys de l'Inde (Zanskari, Bhotia et Manipuri), il est présumé descendre du poney tibétain,. Cette hypothèse est renforcée par la longue histoire d'échanges commerciaux entre le Tibet et l'Inde via l'Himalaya. Le Chamurthi proviendrait de poneys ambleurs amenés en Inde par des Tibétains. Il présente une évidente proximité avec la race du Zanskari. Une hypothèse controversée veut que les poneys de Ladakh descendent du cheval de Przewalski.

### AuXXesiècle
En 1951, la zone montagneuse du district de Kinnaur, dans l'Himachal Pradesh, compte 5 188 chevaux et poneys, un nombre qui augmente à 5 520 en 1956. Les poneys s'y rencontrent fréquemment dans les années 1960,. D'après les relevés de population transmis à la FAO, entre 18 000 et 20 000 poneys Spiti sont recensés dans toute l'Inde en 1982,. Le Spiti est traditionnellement élevé par les Kanyat, une tribu du Nord de l'Inde, qui vit en altitude. En raison de la motorisation des transports en montagne, et de mauvaises pratiques d'élevage, un risque d'extinction commence à peser sur la race à la fin du XXe siècle. En 1984, ce risque est communiqué à la première ministre de l'Inde de l'époque, Indira Gandhi. C'est la raison pour laquelle un haras est établi à Kamand en 1986 et 1987, avec pour objectif de préserver le Spiti. Trois étalons et treize juments reproductrices sont acquis pour les besoins de ce haras, de 1986 à 1988.
L'Indigenous Horse Society of India (société des chevaux indigènes de l'Inde, IHSI) prend la race en charge dès sa création en 1999, ainsi que les quatre autres races indigènes répertoriées. Le « Chummarti » est ajouté cette même année à la liste des races de chevaux indigènes de l'Inde par la FAO, avec le Deccani et le Sikang, deux autres races en voie d'extinction.

### Depuis leXXIesiècle
Avant 2001, il n'existe encore aucune étude scientifique à propos des capacités physiques, de la morphologie et des usages du Spiti. Le haras de sauvegarde du Spiti est déplacé à Lari, dans le district de Mandi, en août 2002.
En 2004, le chercheur R. K. Pundir publie une étude de caractérisation et synthétise différentes sources qui font état d'un déclin rapide du nombre de poneys de cette race. Une nouvelle alerte sur ce « déclin alarmant » qui amène le Spiti « près de l'extinction » est émise par les chercheurs Mamta Chautan et al. en 2004.
Un standard de race est publié en 2009. En 2013, le ministère de l'Agriculture du gouvernement de l'Inde suggère la création d'une société de race pour permettre la conservation du Spiti.

## Description

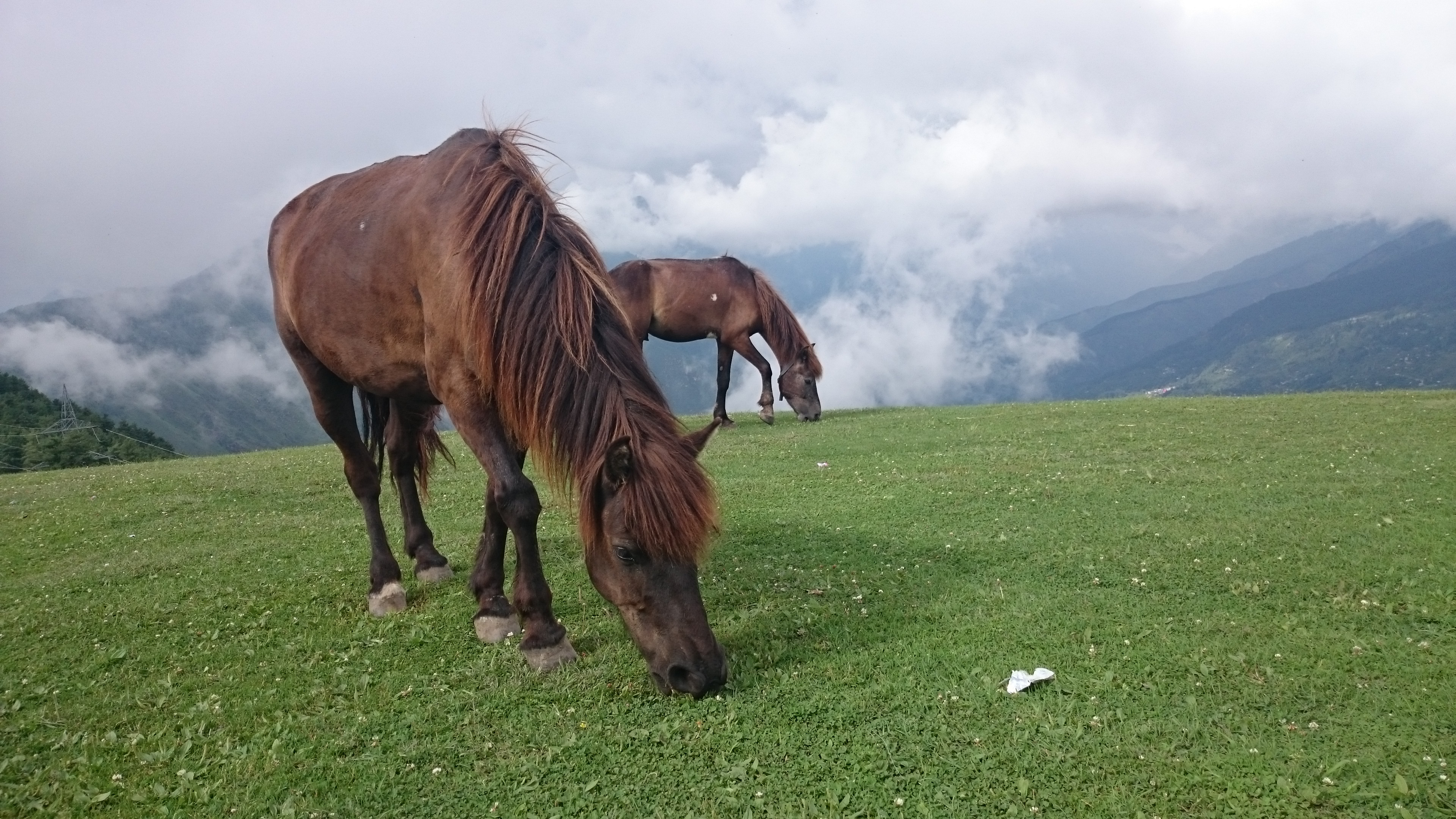
Spitis dans la vallée de Kullu, en juillet 2015.

Propre aux montagnes de l'Himalaya, le Spiti constitue la plus petite des races de chevaux de l'Inde, ce qui lui vaut le qualificatif de « poney »,,. Les femelles atteignent la puberté plus rapidement que les mâles, puisqu'elles sont matures vers 30 à 36 mois, et les mâles vers l'âge de 4 ans (48 mois),.

### Taille et poids
D'après l'étude de caractérisation de R. K. Pundir, il toise en moyenne 1,29 m, pour un tour de poitrine d'1,48 m et une longueur de corps de 1,00 m. Le dimorphisme sexuel est peu marqué, les mâles étant légèrement plus grands et lourds que les femelles. La variété Chamurthi toise quant à elle de 1,22 m à 1,32 m en moyenne, ou plus généralement de 1,17 m à 1,37 m. D'après les données de référence de la FAO collectées en 1982, les mâles toisent environ 1,25 m et les femelles 1 m, pour une masse moyenne respective de 185 kg et 160 kg. L'encyclopédie de Delachaux et Niestlé donne une taille moyenne de 1,24 m.
L'étude de caractérisation de Pundir cite un poids de naissance moyen allant de 20 à 25 kg, pour un poids adulte de 200 à 250 kg.

### Morphologie
Bien que décrit localement comme un petit cheval, il présente les attributs physiques du poney. Le Spiti a une ossature très solide. Il ressemble au cheval mongol, au poney tibétain, et au Bhotia.

#### Tête

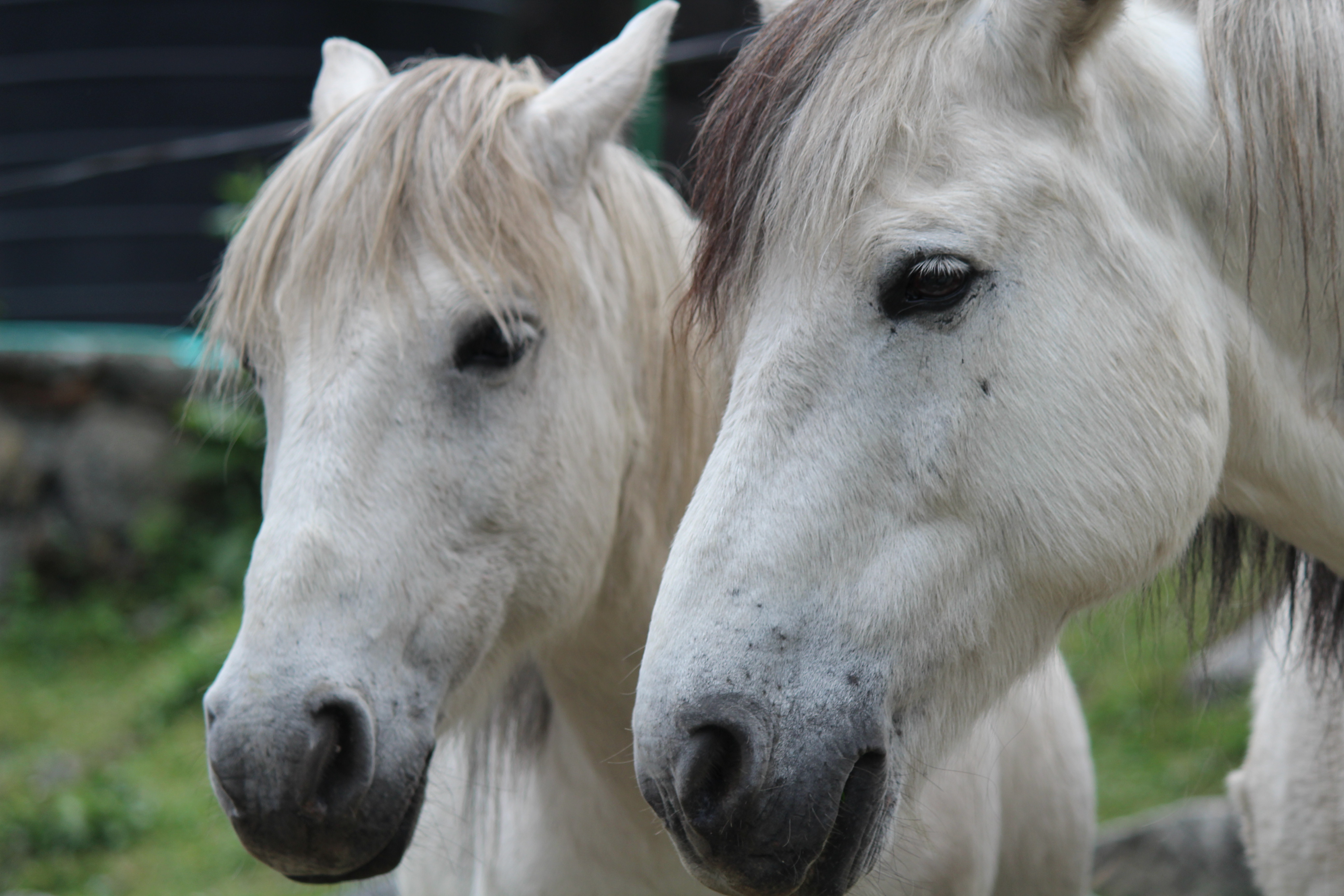
Têtes de deux Spitis dans la vallée de Solang, près de Manali.

La tête est assez grosse, parfois lourde selon Hendricks, et présente un profil rectiligne selon cette dernière, convexe selon l'étude de caractérisation de Pundir. D'après CABI, le profil de tête peut être concave chez quelques individus. Le National Bureau of animal genetic resources lui décrit une tête fine, comparable à celle du poney Welsh.
La tête est surmontée de petites oreilles bien découpées, d'une longueur de 15 cm en moyenne. Les yeux sont noirs.

#### Corps et membres
L'encolure est courte, le garrot peu sorti. Le poitrail est plus large que chez la majorité des races de poneys de l'Himalaya.
Le dos est court, solide, et droit,. La croupe est légèrement inclinée. La poitrine est profonde et l'épaule bien musclée, plutôt droite. Le corps est solide et bien développé, avec des os assez forts. La crinière est longue, puisque ses crins peuvent atteindre 25 à 40 cm de longueur. La queue est longue et fournie également, attachée à hauteur moyenne. Les jambes sont courtes et solides,, avec de bonnes articulations. Elles présentent de longs fanons abondants,. Le pied est rond, bien formé et extrêmement dur,.

### Robes

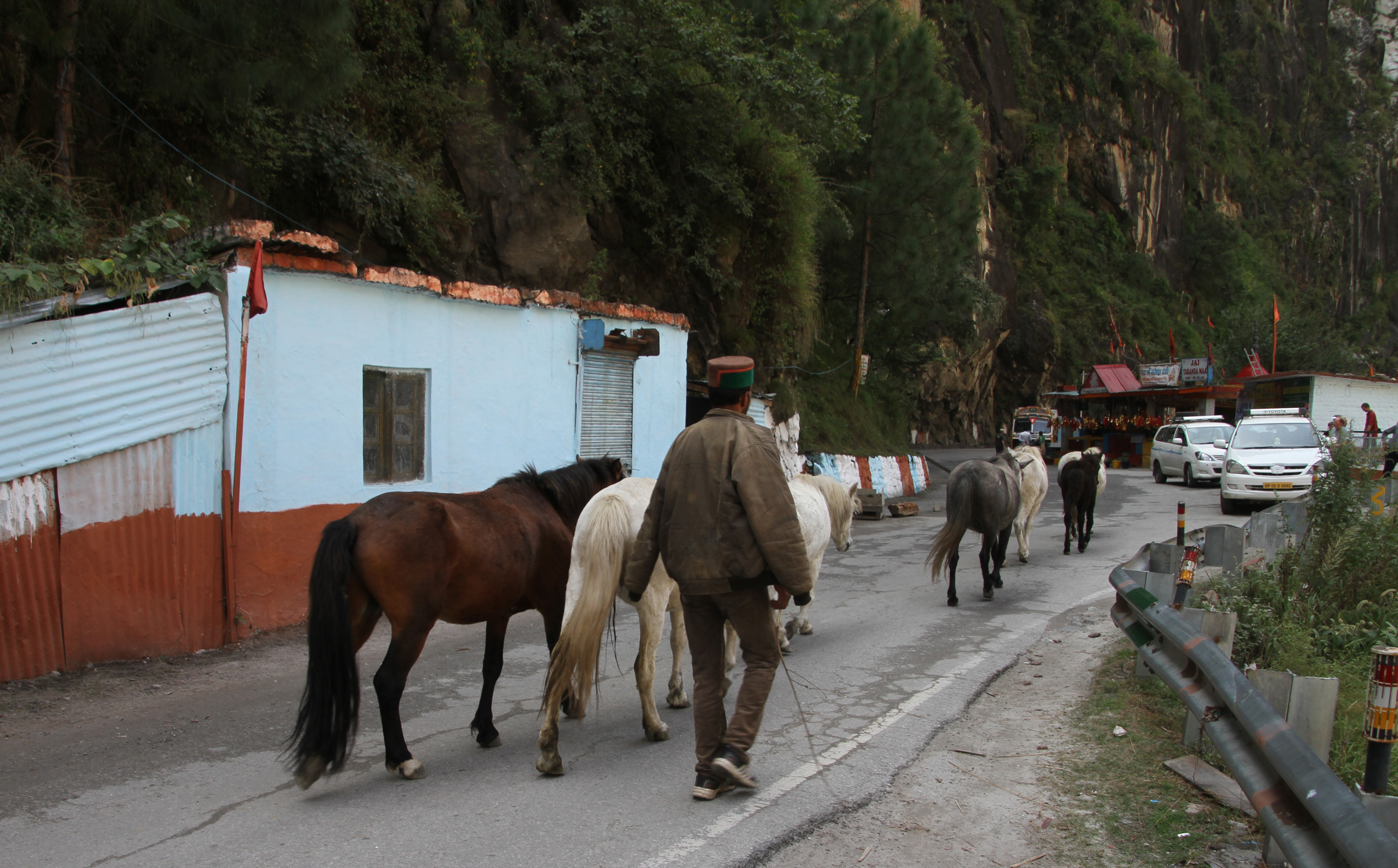
Groupe de Chamurthis aux robes variées à Wangtu, dans l'Himachal Pradesh.

La robe et les marques sont variables, elle peut être grise sous toutes les nuances, baie, noire, alezane ou pie,,, et exprimer le gène Dun ou le gène Crème,. Les robes grises et bai foncé sont les plus communes. 31 % des chevaux analysés par Pundir en 2004 sont de robe grise, 30 % sont bais, 22 % sont pie et 18 % sont noirs,.
Le Spiti porte souvent des marques primitives sur le dos, avec de petites taches le long de la colonne vertébrale. Ces marques sont parfois confondues avec des traces de blessures dues au port de la selle par les observateurs inexpérimentés,.

### Tempérament et entretien

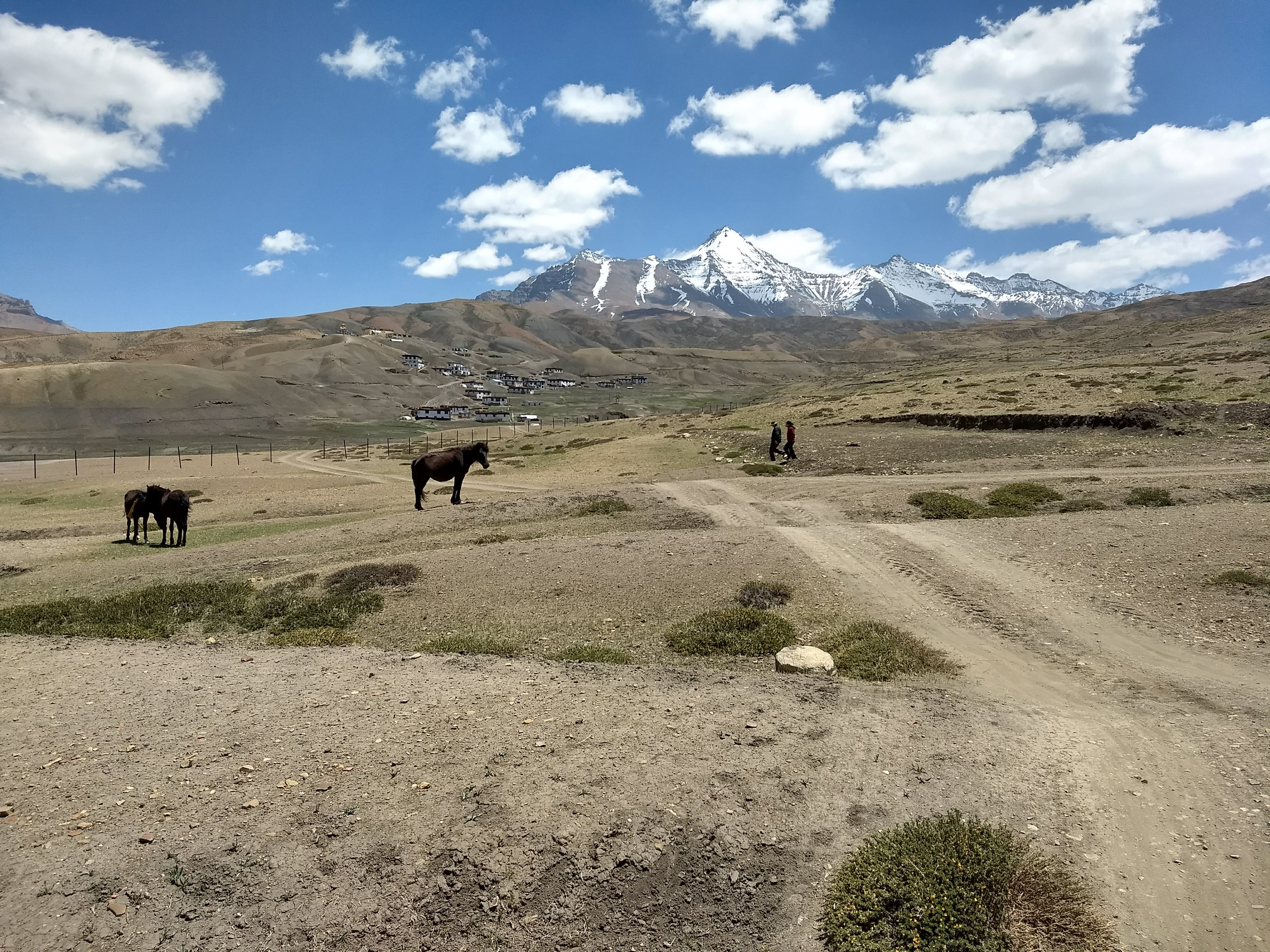
Groupe de Spiti dans leur biotope à Langza, dans l'Himachal Pradesh.

Il est réputé pour son tempérament docile,, son endurance et sa robustesse. Ses acheteurs le recherchent pour cette robustesse, sa taille adaptée aux usages domestiques, son bon caractère, son endurance et sa résistance aux maladies. L'espérance de vie serait d'environ 20 ans selon Chauhan ; Pundir cite 22 à 25 ans.
Comme le Zanskri, il est élevé en haute altitude dans l'Himalaya, soit entre 3 500 et 5 000 mètres. Le Spiti est particulièrement adapté au climat rude qui y règne, et au froid sec de son biotope qui comporte un désert froid soumis à d'abondantes chutes de neige,. La végétation y est assez rare. Il peut supporter des températures allant jusqu'à - 35° selon l'équipe scientifique de Gupta et al. ; - 45° selon Pundir. Il supporte par contre mal le climat humide des plaines de l'Inde.
Aux mois de mai-juin, les animaux sont montés en estive et se nourrissent de ce qu'ils trouvent dans la montagne jusqu'aux premières chutes de neige importantes, en novembre,. Seuls les plus jeunes poulains et leurs mères sont gardés dans les vallées afin d'éviter qu'ils ne soient dévorés par des prédateurs. En estive, tous les poneys d'un même village sont surveillés en permanence par deux personnes, jour et nuit, pour les prémunir contre la prédation. Le régime alimentaire de la panthère des neiges locale est en effet partiellement composé de bétail domestique et de chevaux. Ces deux personnes sont remplacées tous les quinze jours par deux autres du même village.
Les Spiti sont redescendus dans les vallées de décembre à avril, et nourris en stabulation,. Leurs éleveurs les nourrissent de fourrages verts auxquels s'ajoutent quelques concentrés de kala matar (Pisumsativum) et d'orge (Hordeum vulgare) distribués à l'écurie,. Deux doses de 1 kg chacune sont généralement fournies, le matin et le soir. Les poneys sont abreuvés deux fois par jour, et soignés par des méthodes naturelles.
Les écuries sont des katcha (bâtiments en bois) couvertes, qui protègent de la pluie et de la neige. Elles servent à abriter la totalité du bétail (toutes espèces) en hiver. Le Spiti peut se contenter de faibles rations de nourriture l'hiver. Après la saison hivernale, le crottin décomposé est récupéré par des femmes qui le transportent dans les champs afin de les fertiliser.
La saison de reproduction s'étend du mois de février jusqu'à celui de juillet, avec un pic de naissances en avril et en mai. La première gestation des juments arrive vers l'âge de 3 ans ; cette gestation dure 340 jours. Une jument pouline sept à huit fois en moyenne au cours de sa vie.

### Allures et mouvements

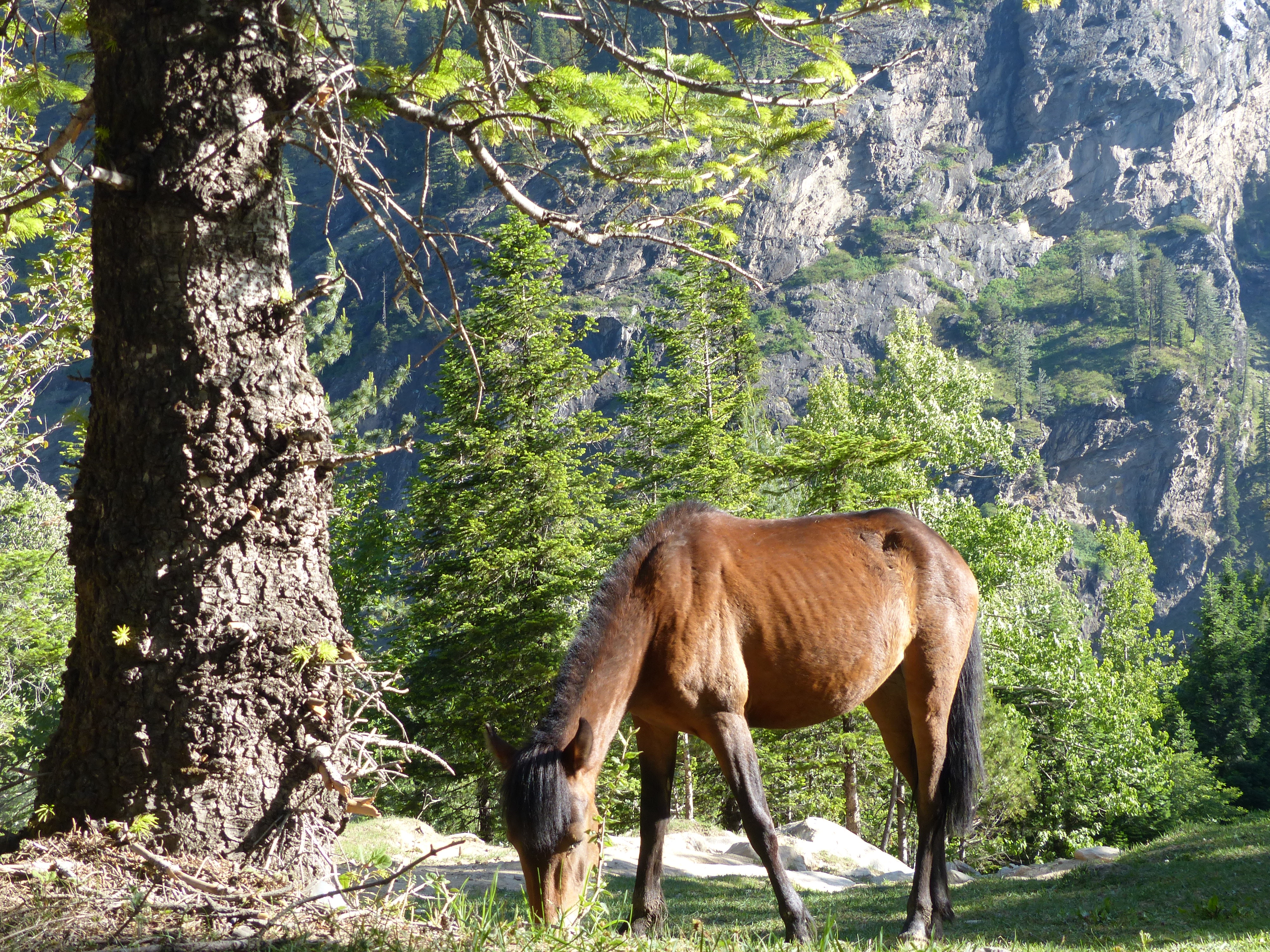
Spiti à l'estive près du Rohtang La.

Le Spiti est caractérisé par des mouvements lents. De pied très sûr en montagne, il peut marcher facilement sur la neige et la glace, ainsi que sur des pentes,,.
C'est un poney d'allures. D'après Haller, certains sujets sont capables d'ambler. CAB International précise que ce poney présente cinq allures, maîtrisant l'amble et l'amble rompu en plus des trois allures classiques du cheval (pas, trot et galop).

### Santé
Les coliques sont le problème de santé le plus fréquemment rencontré chez le Spiti, suivies par les maladies respiratoires. Les maladies du système urinaire sont également assez fréquentes. La structure de l'estomac, du duodénum, du jéjunum, du côlon et du cæcum du Spiti est étudiée en 2018,.
L'analyse de soixante sujets issus de diverses régions du berceau de race montre que l'incidence des parasitismes est très élevée, les trois quarts des chevaux analysés en 2007 étant parasités par des strongles, 18,37 % par des vers pulmonaires, 10,2 % par des Parascaris, 3,33 % par des Habronema, et 1,67 % par des Strongyloides. Cette incidence élevée de parasites est due au système d'élevage en plain air et à l'absence de vermifugation. De même, l'étude menée par Pal et al. en 2011 conclut que la vermifugation est pratiquée uniquement en curatif, jamais en préventif.
La vaccination des chevaux n'est pas pratiquée dans le berceau d'élevage du Spiti, seuls 10 % des éleveurs interrogés connaissant les bénéfices théoriques d'une vaccination.
Les poneys Spiti malades sont amenés par leurs éleveurs en clinique vétérinaire pour y être traités, ces derniers témoignant de leur satisfaction en matière de qualité des soins reçus.
Avec leur biotope en haute altitude, les Spiti ont un profil sanguin spécifique. L'analyse hématologique de sujets sains montre que la plupart des valeurs mesurables sont plus élevées que chez les autres races de chevaux de l'Inde.

### Génétique

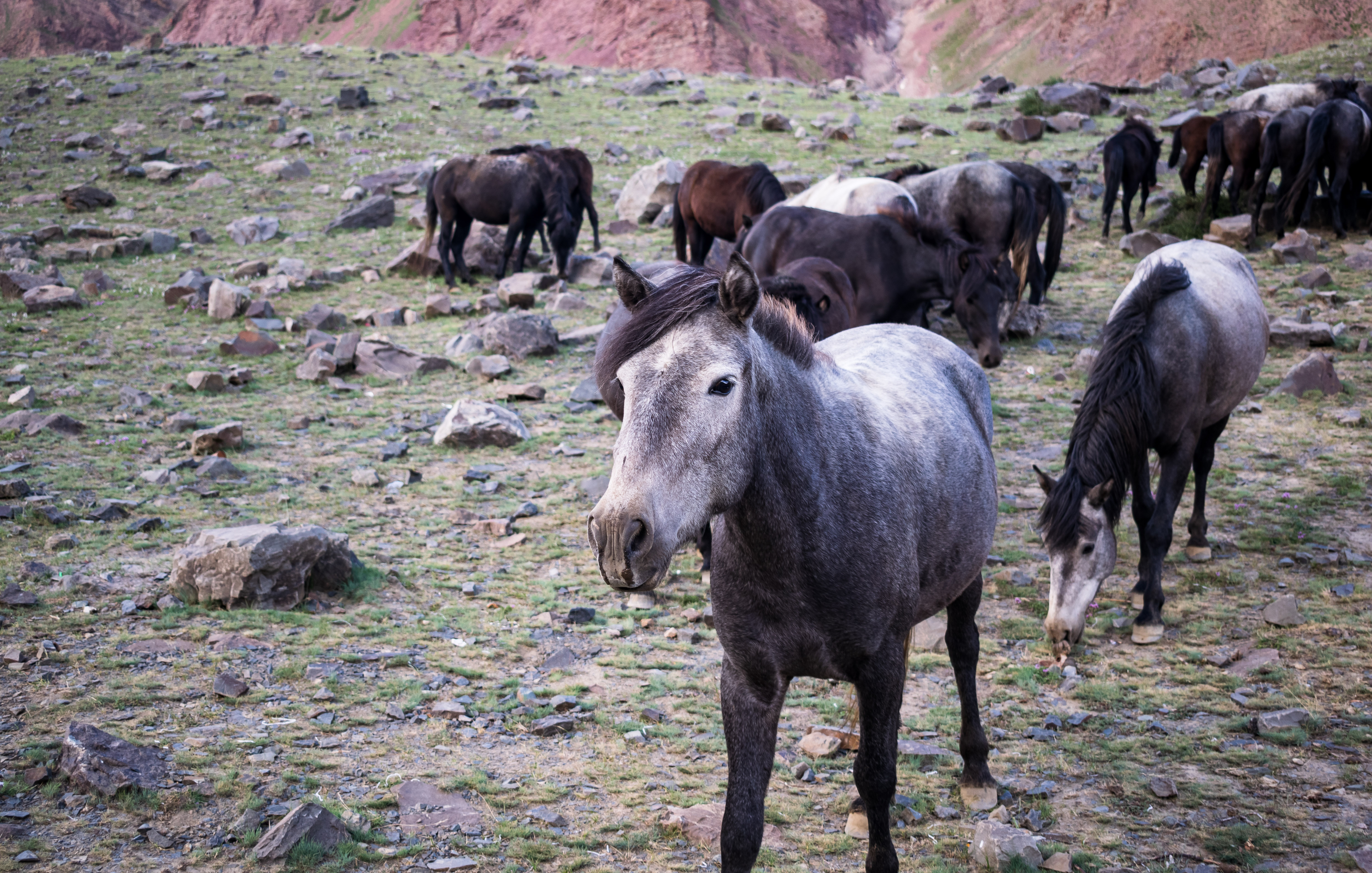
Groupe de Spiti du Parc national de Pin Valley.

Des quatre races de poneys d'Inde qui ont été analysées par Gupta et ses collègues en 2014, le Spiti est celle dont la diversité génétique est la plus mauvaise en termes de diversité d'allèles. La première analyse de 24 animaux, publiée en 2004, conclut à une assez bonne diversité génétique, avec un niveau modéré de consanguinité et une baisse de cette diversité génétique ; l'étude de Gupta et al. conclut à une diversité un peu plus haute qu'observé précédemment. Il est possible que la race ait subi un goulet d'étranglement de population. Une fréquence élevée de quelques allèles chez le Spiti semble causée par une fixation de ces allèles consécutive à la dérive génétique due à la faible population de cette race et à ses pratiques de sélection.
|  | Bhotia                                             |
|  |                                                    |
|  | \| \| Zanskari \| \| \| \| \| \| Spiti \| \| \| \| |
|  |                                                    |
|  | Zanskari                                           |
|  |                                                    |
|  | Spiti                                              |
|  |                                                    |

|  | Zanskari |
|  |          |
|  | Spiti    |
|  |          |

Les quatre races de poneys de l'Inde sont classées dans le même groupe génétique,, bien qu'ils portent des noms différents et présentent des caractéristiques distinctes. Les races Zanskari, Manipuri, Bhotia et Spiti ont donc été classées comme « poneys ». Ces analyses ont permis de grouper le Zanskari, le Bhotia, le Spiti et le Manipuri parmi la même sous-population,. Le Spiti est très proche du Zanskari, qui occupe la même niche écologique dans les contreforts de l'Himalaya : il existe des interversions et des croisements entre ces deux races,. La proximité génétique entre ces deux races a été confirmée via des analyses de marqueurs microsatellites. Gupta et al. (2014) concluent qu'il existe un cluster de races proches composé du Spiti, du Zanskari et du Manipuri d'une part, et que le Bhotia est légèrement plus éloigné génétiquement de ces trois autres races. Il existe aussi des croisements passés entre le Bhotia et le Spiti.
Comme toutes les races de chevaux de l'inde, le Spiti est très éloigné génétiquement du Pur-sang (PS) ; il est même le plus éloigné génétiquement du PS parmi toutes ces races.

### Sélection

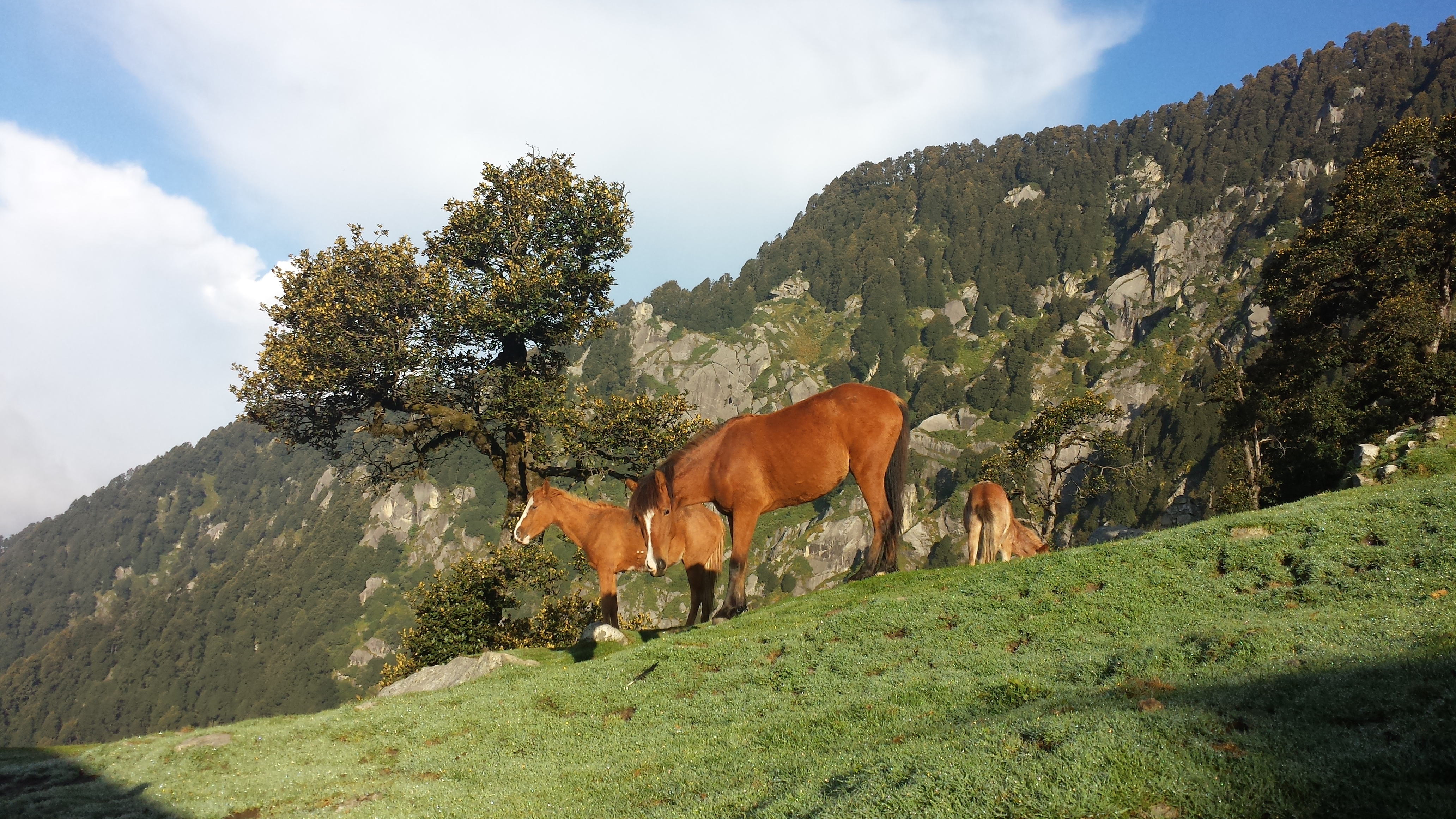
Chevaux sur les hauteurs de McLeod Ganj, en Himachal Pradesh.

Les monastères bouddhistes de la vallée de Spiti pratiquent vraisemblablement un élevage sélectif.

#### Typologie des éleveurs
Les éleveurs possèdent en moyenne entre un et trois poneys,. Les propriétaires de poneys du Parc national de Pin Valley les gardent surtout à des fins de reproduction et d'élevage. La plupart appartiennent à des communautés bouddhistes. Beaucoup sont pauvres et illettrés (36 %). Tous les éleveurs interrogés par Pal et al. en 2011 élèvent le poney Spiti en plus d'autres espèces animales (bovins, yacks, ânes, moutons, chèvres). L'âge moyen des éleveurs est de 41 ans ; toutes les tranches d'âge sont représentées.

#### Castration des mâles
Les poneys mâles en surnombre dans les élevages sont castrés à l'âge de trois ans et vendus chaque année dans des foires au bétail locales. La vente exclusive de hongres permet aux éleveurs de Spiti de conserver un monopole, en empêchant la création d'autres élevages. Cette castration a lieu au mois de mai et s'accompagne du mantra Tar-dzung, supposé réduire la douleur ressentie par les animaux pendant et après l'opération.

#### Sélection des étalons reproducteurs
Traditionnellement, les éleveurs du Spiti utilisent un seul et même étalon pour couvrir toutes les juments d'un groupe de villages, et changent d'étalon reproducteur chaque année. Cet étalon est choisi par plusieurs habitants d'un même village généralement expérimentés et âgés, en fonction de sa morphologie, de son état de santé, de son équilibre en déplacement, de l'absence de marques sur le corps, et de sa couleur de robe, la préférence allant aux jeunes étalons gris bleutés sans marque,. La taille n'est pas prise en compte dans la sélection des mâles reproducteurs.
Les propriétaires des juments versent une petite somme au propriétaire de l'étalon pour l'entretien de l'animal, puis l'étalon est lâché en liberté avec ces juments, qu'il saillit naturellement.
L'étalon n'est utilisé que pour une saison de reproduction ; il est castré et vendu l'année suivante.

## Utilisations

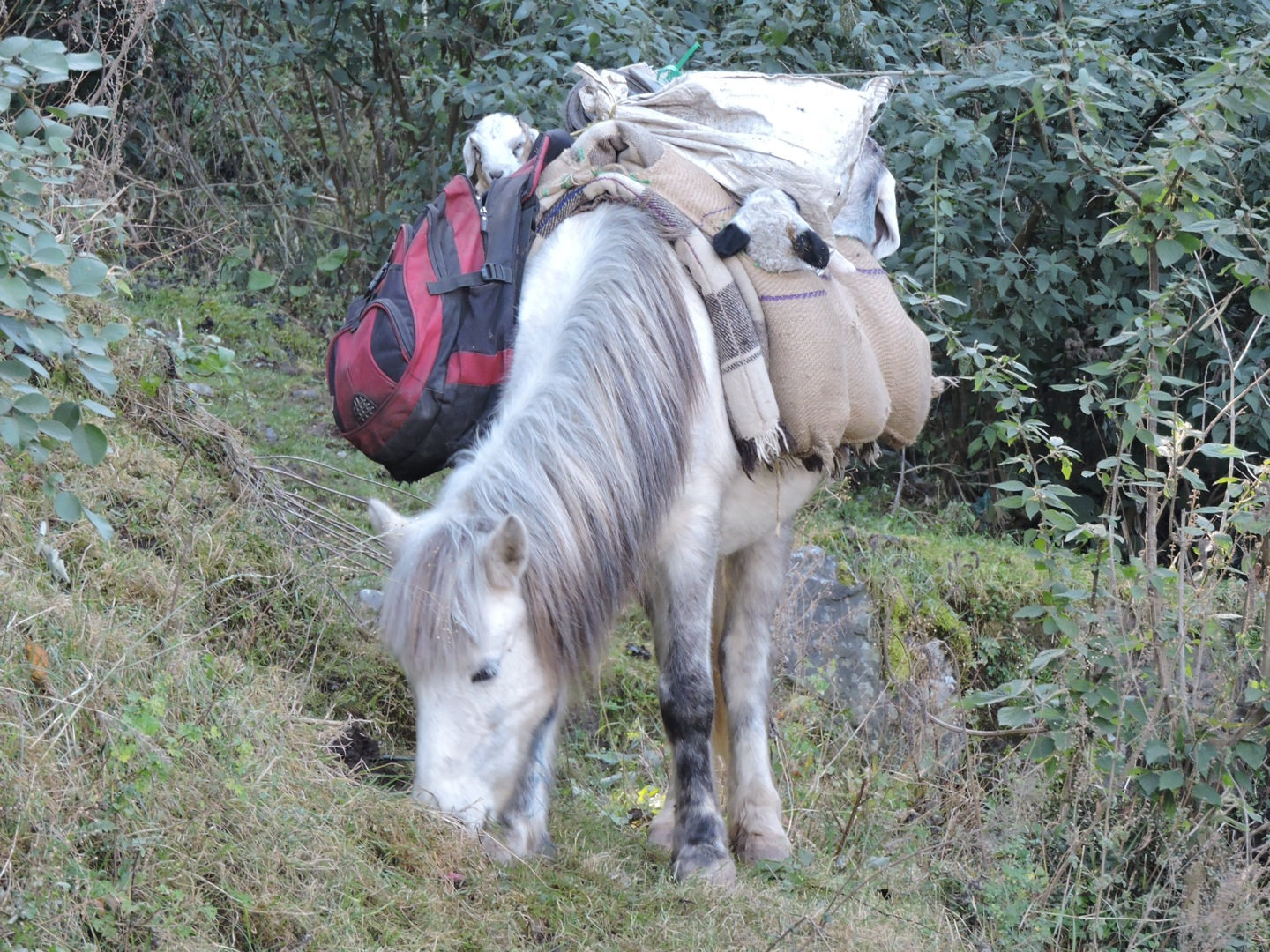
Poney de bât des Gaddi à Kasauli, district de Solan, dans l'Himachal Pradesh.

Les poneys Spiti servent essentiellement d'animaux de bât en altitude,,, et plus rarement de chevaux de selle, et pour la traction légère. Ils sont surnommés les « vaisseaux du désert froid », et représentent le seul moyen de transport en haute altitude en l'absence de routes carrossables.
Ces poneys sont utilisés par les habitants de la région montagneuse de Kinnaur pour les aider dans leurs travaux de la vie quotidienne, ainsi que dans le Lahoul et la vallée de Spiti, que ce soit pour porter des charges ou pour porter des personnes. Leur rôle socio-économique est vital dans ces régions. Ils transportent des bagages chaque fois que leurs éleveurs se rendent dans les montagnes avec du bétail pour le faire paître. La plupart de ces éleveurs témoignent d'un fort attachement pour leurs animaux, et évitent de leur imposer des travaux trop difficiles.
La plupart des éleveurs ont l'horticulture pour principale activité commerciale. Les poneys étaient mis à contribution pour transporter des marchandises entre l'Inde et le Tibet avant la fermeture de la frontière en 1962 en marge de la guerre sino-indienne, portant ainsi de la soie, entre autres marchandises. Ils servent désormais à divers travaux agricoles, tels que le transport du grain vers les moulins, celui des sacs de riz, celui de fruits frais et d'autres denrées périssables, ou encore le transport du bois. L'armée indienne continue de faire appel à ces poneys pour le bât, quand l'usage d'un véhicule motorisé est impossible,.
Plus rarement, ces poneys sont montés pour jouer au polo en haute altitude. Ils sont aussi croisés pour donner des mules.
La demande en poneys de travail dépasse l'offre d'après une analyse effectuée sur la foire aux chevaux de Rampur en 2001 ; les éleveurs de Kinnaur sont venus avec une centaine de bêtes, alors que des demandes d'achat ont porté sur plus de 150 poneys.
Le prix de vente moyen d'un poney de quatre ou cinq ans en 2020 est de 30 000 à 40 000 roupies ; le prix de vente le plus élevé atteint à la foire internationale de Lavi, organisée à Rampur Bushahr cette même année, est de 65 000 roupies.

## Diffusion de l'élevage

### En Inde

Répartition des différentes races de chevaux élevées en Inde

La zone d'élevage des chevaux Spiti est située dans les déserts froids de l'Himachal Pradesh, ce qui inclut le district de Kullu et celui de Lahaul et Spiti, en Inde, non-loin de la frontière entre la Chine et l'Inde,. Le principal centre d'élevage historique se situe dans la vallée des Pins, au sud-ouest de l'Himachal Pradesh, devenue un parc national. La vallée de Chummarti a donné son nom à une variété de la race présente dans le district de Kinnaur, situé lui aussi dans l'Himachal Pradesh. La race se trouve aussi dans la vallée de Kangra, située au nord-est du Pendjab. Elle se trouve enfin en aval de la rivière Spiti, vers Kaza. Depuis novembre 1984, la race y est mise en valeur lors d'un show annuel, chaque 15 août pendant trois jours. La qualité des poneys y est jugée et évaluée. Une partie de ces poneys appartiennent à la ferme d'État de Lari (Kaza), une autre à des éleveurs privés de l'Himachal Pradesh.
Le changement climatique pourrait mettre la race en danger à l'avenir, en changeant les habitudes liées au pastoralisme.

### Hors de l'Inde
Le Spiti est une race de chevaux transfrontière, puisque des représentants se trouvent aussi au Tibet,. Un certain nombre de ces poneys sont exportés au Bhoutan, où une épidémie de la maladie d'Adarukha, causée par la consommation de l'eupatorium adenophorum, a décimé la population équine locale. Le Spiti est considéré comme mieux adapté au biotope du Bhoutan que le Haflinger, qu'il remplace comme poney d'importation.

### Effectifs
D'après le recensement effectué en 2004, les effectifs du Spiti ont beaucoup baissé, seuls 4 000 poneys étant répertoriés,. En 2007, la race est considérée comme n'étant pas menacée. Les effectifs tombent à une estimation de 1 500 poneys en 2012, voire 1 000 selon l'étude de Gupta et al. publiée cette même année.
Le statut de la race est révisé en 2015, le Spiti étant désormais classé « en danger d'extinction » par la FAO. Le National research centre on equines, en Inde, signale aussi la race comme étant en voie de disparition en 2015. Pour la FAO, en 2010, le niveau de menace pesant sur le « Chummarti » restait inconnu.
En 2020, plusieurs officiels indiens du State animal husbandry department annoncent que grâce à différents efforts, la population du Spiti est remontée à 4 000 individus, ce qui place la race hors du danger d'extinction,,.

## Dans la culture
L'écologiste Kulbhushansingh Suryawanshi de la Nature Conservation Foundation évoque dans The Times of India l'importance de sa rencontre avec un poney Spiti en 2009, alors qu'il travaille sur une mission de conservation de la panthère des neiges dans l'Himalaya ; ce poney traversait seul les montagnes pour tenter de retrouver son ancien propriétaire dans la vallée de Spiti.